# Takayo Hashi
Hashi Takayo (端貴代, Takayo Hashi), née le 2 octobre 1977 à Tokyo, au Japon, est une pratiquante de MMA japonaise.

## Biographie
Takayo Hashi a trouvé sa vocation de lutteuse puis de pratiquante de MMA en regardant son frère en compétition.

## Carrière en MMA

### Distinctions
- Deep Jewels Championship
  - Championne des poids moyens 135 lb (61 kg) Deep Jewels (titre inaugural) (le 18 mai 2014 face à Shizuka Sugiyama).
- Smackgirl Championship
  - Championne des poids moyens 125 lb (57 kg) (le 6 septembre 2007 face à Hitomi Akano).

### Palmarès en MMA
| 21 combats     | 15 victoires | 5 défaites |
| Par KO         | 1            | 1          |
| Par soumission | 4            | 1          |
| Sur décision   | 10           | 3          |
| Égalités       | 1            | 1          |

| Résultat | Record | Adversaire        | Méthode                           | Événement                                               | Date              | Round | Temps | Lieu                                  | Notes                                                                                        |
| -------- | ------ | ----------------- | --------------------------------- | ------------------------------------------------------- | ----------------- | ----- | ----- | ------------------------------------- | -------------------------------------------------------------------------------------------- |
| Défaite  | 15-5-1 | Barb Honchak      | Décision unanime                  | Invicta FC 9: Honchak vs. Hashi                         | 1er novembre 2014 | 5     | 5:00  | Davenport, Iowa, États-Unis           | Pour le titre Invicta FC Championship poids mouche 125 lb (57 kg)                            |
| Victoire | 15-4-1 | Shizuka Sugiyama  | TKO (coups de poing)              | Deep: Jewels 4                                          | 18 mai 2014       | 3     | 4:20  | Tokyo, Japon                          | Remporte le titre des poids moyens 135 lb (61 kg) Deep Jewels Championship (titre inaugural) |
| Égalité  | 14-4-1 | Ji-Yeon Kim       | Égalité unanime                   | Road FC: Korea 2: Korea vs. Japan                       | 9 mars 2014       | 2     | 5:00  | Séoul, Corée du Sud                   |                                                                                              |
| Victoire | 14-4   | Roxanne Modafferi | Décision unanime                  | Jewels: Jewels 18th Ring                                | 3 mars 2012       | 2     | 5:00  | Tokyo, Japon                          |                                                                                              |
| Défaite  | 13-4   | Cat Zingano       | KO (slam)                         | Fight To Win: Outlaws                                   | 14 mai 2011       | 3     | 4:42  | Denver, Colorado, États-Unis          | Pour le titre féminin Fight to Win Championship                                              |
| Défaite  | 13-3   | Tara LaRosa       | Décision unanime                  | DaMMAge Fight League: The Big Bang                      | 24 novembre 2010  | 5     | 5:00  | Atlantic City, New Jersey, États-Unis | Pour le titre féminin DaMMAge Fight League Championship 125 lb (57 kg)                       |
| Défaite  | 13-2   | Sarah Kaufman     | Décision unanime                  | Strikeforce Challengers: Kaufman vs. Hashi              | 26 février 2010   | 5     | 5:00  | San José, Californie, États-Unis      | Pour le titre féminin Strikeforce Bantamweight Championship 135 lb (61 kg)                   |
| Victoire | 13-1   | Chisa Yonezawa    | Soumission (étranglement arrière) | Greatest Common Multiple: Valkyrie 2                    | 25 avril 2009     | 2     | 1:43  | Tokyo, Japon                          |                                                                                              |
| Victoire | 12-1   | Amanda Buckner    | Décision unanime                  | Fatal Femmes Fighting 4: Call of the Wild               | 3 avril 2008      | 3     | 5:00  | Los Angeles, Californie, États-Unis   |                                                                                              |
| Victoire | 11-1   | Hitomi Akano      | Décision unanime                  | Smackgirl: Queens' Hottest Summer                       | 6 septembre 2007  | 3     | 5:00  | Tokyo, Japon                          | Remporte le titre des poids moyens 125 lb (57 kg) Smackgirl Championship                     |
| Victoire | 10-1   | Hee Jin Lee       | Décision unanime                  | Deep: CMA Festival 2                                    | 23 juillet 2007   | 2     | 5:00  | Tokyo, Japon                          |                                                                                              |
| Victoire | 9-1    | Sybil Starr       | Soumission (clé de bras)          | Smackgirl: Will The Queen Paint The Shinjuku Skies Red? | 11 mars 2007      | 1     | 2:47  | Tokyo, Japon                          |                                                                                              |
| Victoire | 8-1    | Miki Morifuji     | Décision unanime                  | Smackgirl: Legend of Extreme Women                      | 29 novembre 2006  | 2     | 5:00  | Tokyo, Japon                          |                                                                                              |
| Victoire | 7-1    | Kinuka Sasaki     | Soumission (étranglement arrière) | Smackgirl: Top Girl Battle                              | 30 juin 2006      | 1     | 2:31  | Tokyo, Japon                          |                                                                                              |
| Victoire | 6-1    | Kazuma Morohoshi  | Décision unanime                  | Smackgirl: Advent of Goddess                            | 15 février 2006   | 2     | 5:00  | Tokyo, Japon                          |                                                                                              |
| Défaite  | 5-1    | Hitomi Akano      | Soumission (clé de bras)          | Smackgirl: Dynamic!!                                    | 17 août 2005      | 1     | 1:19  | Tokyo, Japon                          |                                                                                              |
| Victoire | 5-0    | Yukari Yukari     | Décision unanime                  | Smackgirl: The Next Cinderella 2005 Second Stage        | 10 juillet 2005   | 2     | 5:00  | Tokyo, Japon                          |                                                                                              |
| Victoire | 4-0    | Yoko Hattori      | Décision unanime                  | Smackgirl: The Next Cinderella 2005 First Stage         | 29 avril 2005     | 2     | 5:00  | Tokyo, Japon                          |                                                                                              |
| Victoire | 3-0    | Yumiko Sugimoto   | Décision unanime                  | Greatest Common Multiple: Cross Section 3               | 12 décembre 2004  | 2     | 5:00  | Tokyo, Japon                          |                                                                                              |
| Victoire | 2-0    | Mika Harigai      | Soumission (étranglement arrière) | Smackgirl: Yuuki Kondo Retirement Celebration           | 14 novembre 2004  | 2     | 4:28  | Tokyo, Japon                          |                                                                                              |
| Victoire | 1-0    | Natsuko Kikukawa  | Décision unanime                  | Greatest Common Multiple: Cross Section 2               | 14 septembre 2004 | 2     | 5:00  | Tokyo, Japon                          |                                                                                              |